# M69 motorway
Der 1977 für den Verkehr freigegebene M69 motorway (englisch für Autobahn M69), auch bekannt als Coventry – Leicester Motorway, ist eine 25,3 km lange Autobahn in England. Er verbindet die Städte Coventry und Leicester und damit den M6 motorway mit dem M1 motorway.